# Radama II
Radama II hay "Radama phục hồi" phiên âm Tiếng Việt là Gia-đa-ma II. (23 tháng 9 năm 1829 - 12 tháng 5 năm 1863 tranh cãi). Là ông vua thứ ba của Vương Quốc Madagascar. Ông cai trị Vương quốc Madagascar từ ngày 16 tháng 8 năm 1861 đến ngày 12 tháng 5 năm 1863.
Mặc dù triều đại của ông chỉ cai trị ngắn ngủi trong vòng hai năm nhưng nó lại là một thời kỳ rất quan trọng trong lịch sử của quốc đảo Madagascar. Ông là một vị vua chăm chỉ và là người đã phục hồi cho Vương Quốc Madagascar. Người dân thường ca ngợi ông như một ông vua vĩ đại cũng giống như cha của ông.

## Cai trị
Dưới sự cai trị trong 33 năm rất khắc nghiệt của mẹ mình là nữ hoàng Ranavalona I, tuy là Madagascar đã giữ vững được sự độc lập của mình trước hai đế quốc Anh và Pháp, tuy là vậy nhưng bà lại thi hành những chính sách vô cùng khắt nghiệt như cưỡng bức lao động và lao dịch khổ sai, ngoài ra bà còn cấm đạo Kitô giáo và thi hành chính sách bế quan tỏa cảng quốc gia.

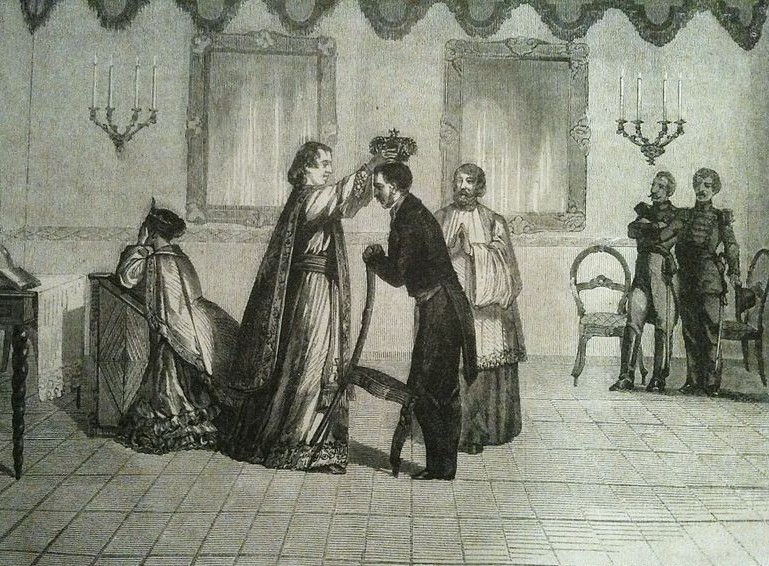
Vua Radama II được trao vương miện.

Radama II vốn đã rất không hài lòng với những chính sách độc đoán của mẹ mình nên ngay sau khi lên ngôi ông đã cho mở cửa giao thương với bên ngoài, ông cho phép người nước ngoài đến định cư và bãi bỏ lệnh cấm đạo với Kitô giáo. Trong thời kỳ của ông chứng kiến việc đạo Tin lành Anh và đạo Công giáo La Mã Pháp tranh giành quyền tối cao tại quốc đảo Madagascar. Ông cũng được biết đến như đã ký nhiều dự án với những công ty nước ngoài.

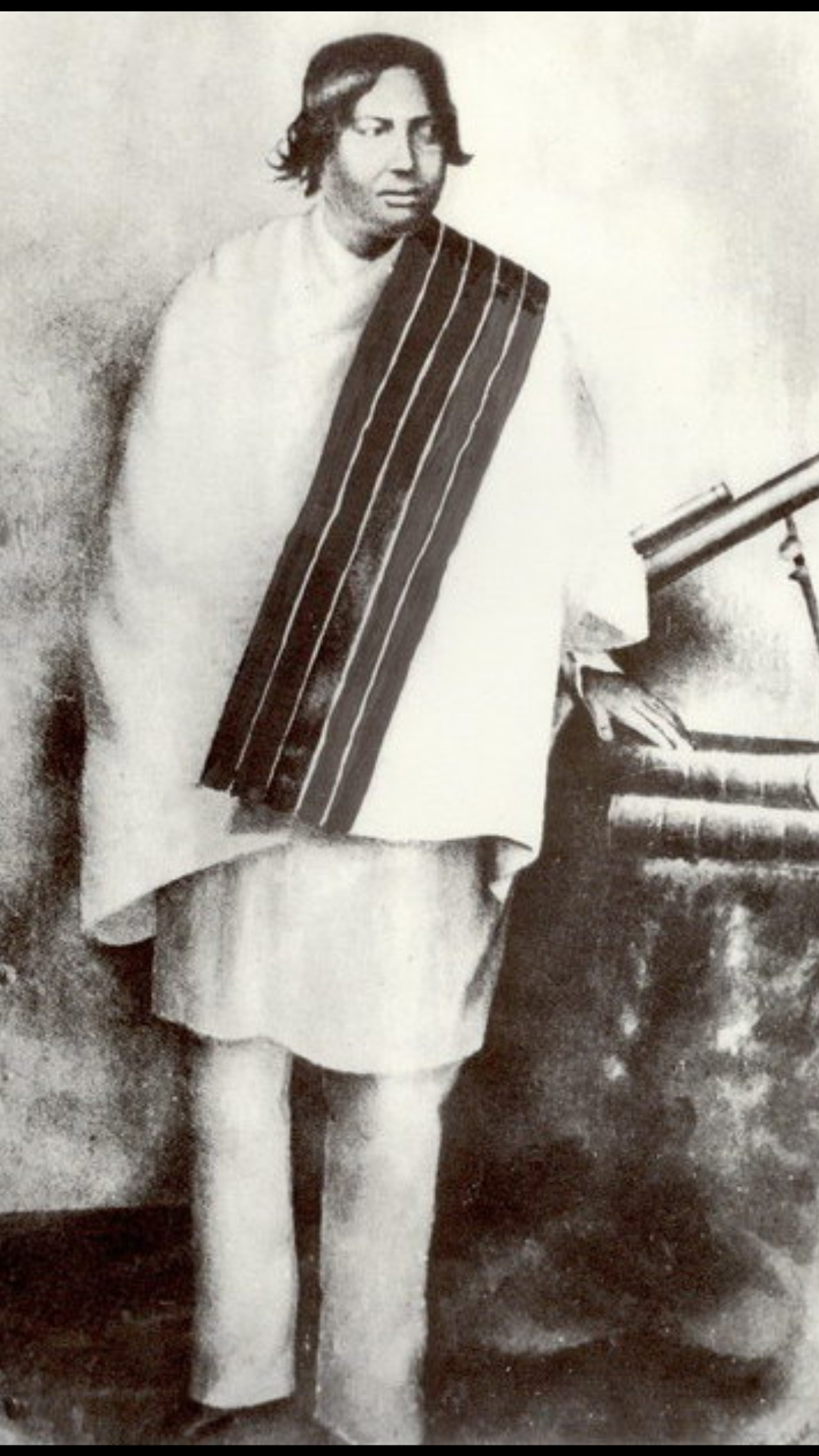
Ảnh chụp của thủ tướng Rainivoninahitriniony.

Năm 1863, một kẻ đứng đầu quân đội là Rainivoninahitriniony, một Hova được trở thành thủ tướng, để duy trì quyền lực, Rainivoninahitriniony đã kết hôn với ba nữ hoàng liên tiếp là: Rasoherina, Ranavalona II và Ranavalona III. Quốc Vương Radama II đã cho tự do Kitô giáo, gián tiếp dẫn đến việc tôn giáo Malagasy truyền thống bị đàn áp. Ông chia quốc gia thành các tỉnh và tạo ra các thống đốc để cai trị ở các tỉnh ấy. Làng được giám sát bởi các cựu quân nhân và giáo dục được thực hiện theo kiểu Kitô giáo. Ông cũng xây dựng một bộ luật được trộn lẫn giữa những điều luật truyền thống và những điều lực của Phương Tây như chế độ một vợ một chồng.

## Ban đầu
Ông sinh ngày 23 tháng 9 năm 1829 ở Antanarivo, Madagascar. Ông là con nuôi của vua Radama I và nữ hoàng Ranavalona I, ông có hai người vợ là Rasoherina và Ranavalona II, cả hai đều sẽ trở thành nữ hoàng trong tương lai.
Ngay từ thuở nhỏ ông đã được thừa hưởng sự dạy dỗ nghiêm khắc từ mẹ của mình.

## Cái chết và người thừa kế
Do những chính sách của nhà vua đã khiến quyền lực của thủ tướng Rainivoninahitriniony và quân đội bị lung lay, thủ tướng và quân đội nhiều lần nói chuyện với này vua nhưng ông ta lại cương quyết không thay đổ chính sách của mình, điều này dẫn đến một âm mưu ám sát ông đã được bàn luận. Chiều thứ sáu ngày 9 tháng 5, một toán lính do em trai của thủ tướng và cũng đang là người đứng đầu quân đội chỉ huy bao vây cung điện của nhà vua. Vào ngày 10, những nhân vật có nhiều tiếng nói với nhà vua đều bị diệt trừ. Vào ngày 11, một cuộc đồ sát diễn ra với những người lính của nhà vua bị giết. Cuộc bao vây kết thúc vào ngày thứ hai ngày 12 tháng 5 năm 1863 khi những đoàn lính ấy tiến vào cung điện của nhà vua, hoàng hậu Rabodo được tha chết.
Còn về nhà vua, trong lúc đang thoát thân thì nhà vua bị một người lính dùng một miếng áo dày ném lên cổ nhà vua và siết cổ ông bằng một chiết ruy băng lụa cho đến khi nhà vua được cho là đã chết.
Các quý tộc nói với Rabodo rằng, họ sẽ ủng hộ cô lên làm nữ hoàng nếu cô đồng ý với những điều kiện yêu sách mà họ đưa ra. Cô đồng ý.

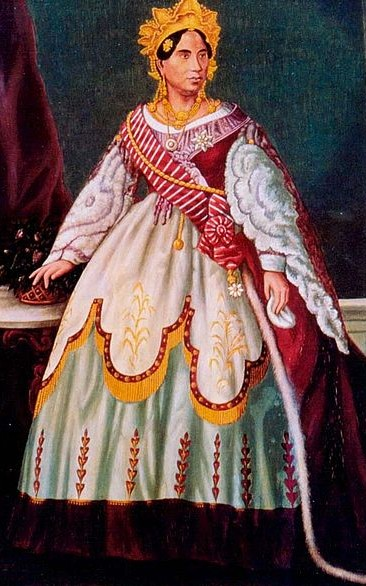
Tranh vẽ hoàng hậu Rabodo tức nữ hoàng Rasoherina sau này.

Ngày hôm sau, thủ tướng đã lừa dối với người dân rằng quốc vương của họ đã tự siết cổ của mình cho đến chết vì đau buồn trước cái chết của những đại thần bị giết, và Rabodo được chọn làm người kế vị tức nữ hoàng Rasoherina, để cũng cố về việt này, một cuộc hôn nhân chính trị đã được diễn ra giữa Rasoherina và thủ tướng Rainivoninahitriniony. Đám tang của nhà vua chỉ được tổ chức sơ sài. Vị thủ tướng ấy không cho phép ai thương tiếc cho cái chết của nhà vua vì ông ta không đáng để được như vâỵ.
Vào những năm 1960, bắt đầu nở rộ lên những tiên đồn về việc nhà vua vẫn chưa chết mà ông đã được cứu sống bởi một pháp sư và sau đó sống ẩn náu như một người dân thường bên ngoài kinh thành đến cuối đời, tuy nhiên hiện vẫn không có một bằng chứng cụ thể nào về việc này và đó chỉ là một tin đồn nhảm nhí.

## Ngôi vị
Vua của Madagascar
Tại vị: 16 tháng 8 năm 1861 - 12 tháng 5 năm 1863.
Tiền nhiệm: Ranavalona I.
Kế nhiệm: Rasoherina.